# Second Show!
『Second Show!』（セカンド・ショー）は日本の女性アイドルユニット・STAR☆ANISの3枚目のCDシングルである。テレビ東京系列他にて2012年10月より放送されたテレビアニメ『アイカツ！』挿入歌集の第2弾として、2013年1月30日にランティスより発売された。収録曲は「Growing for a dream」・「prism spiral」・「Trap of Love」の3作品であり、各トラックは作品『アイカツ！』に登場するファッションショーオーディションの課題曲として使用された。

## 制作とリリース

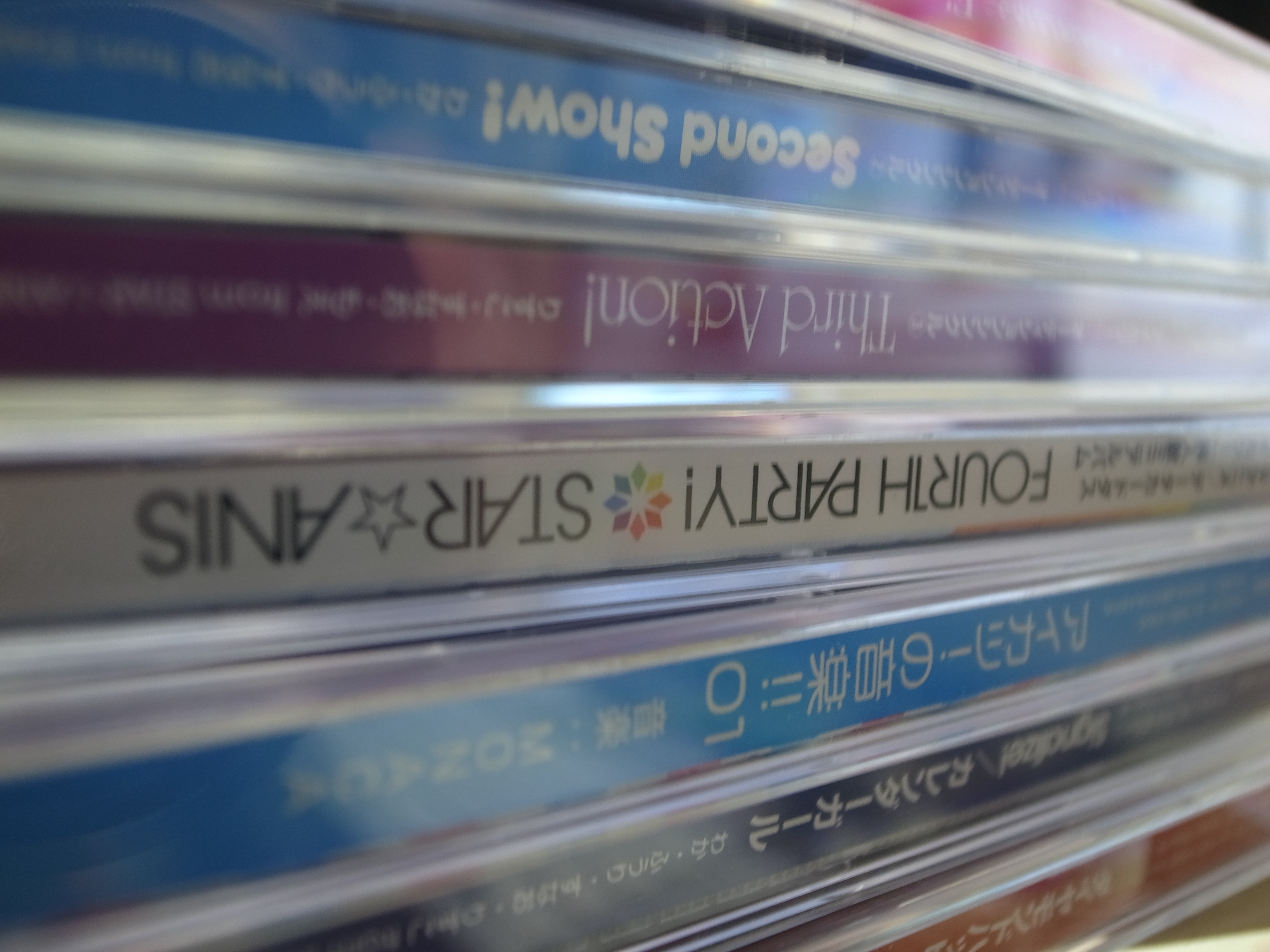
『アイカツ！』プロジェクト初期にリリースされたCD作品群

『アイカツ!』プロジェクトは2012年11月に1枚目のシングル『Signalize!/カレンダーガール』を発売させ、その後3ヶ月連続でテレビアニメのライブ・ステージで用いられる挿入歌を収録したシングルを発表した。本作は『First Live!』に続く2枚目の挿入歌集である。
日本語版の「Growing for a dream」と「prism spiral」のヴォーカルはSTAR☆ANISのメンバーのうち、わか・ふうりがそれぞれソロで歌唱しており、「Trap of Love」はわか・ふうりに加えすなおが参加している。インドネシア語版はJKT48のメンバーがヴォーカルを務めた。歌唱担当のふうりにとって、シングルの3曲目に収録された「Trap of Love」はレコーディングに初めて臨んだ楽曲であり、ライブステージでのパフォーマンスと違った表現方法を知るきっかけになった作品であると、雑誌『アニメージュ』のインタビューで明かしている。
CDシングル『Second Show!』はランティスより2013年1月30日にフィジカルリリースされた。2018年7月11日には音楽ダウンロード配信・定額配信サービスにおいて『アイカツ！』ディスコグラフィのデジタル・ダウンロードがサンライズ音楽出版によって開始され、『Second Show!』収録曲も配信対象に含まれている。3つのトラックは様々なバージョンを含め、2014年4月9日発売の『アイカツ！』のベスト・アルバム『Calendar Girls』および2017年6月28日発売の『TVアニメ/データカードダス『アイカツ！』COMPLETE CD-BOX』に、ゆにこが歌唱したバージョンの「Trap of Love」は2013年12月14日に発売されたアルバム『HI・KA・RI Shining♪』に収録された。

## 音楽性
アニメ音楽専門雑誌『リスアニ!』副編集長の澄川龍一によれば、「Growing for a dream」は1990年代のユーロビート的な楽曲となっており、高揚するようなビート感について特筆した。また、澄川はMONACAの田中秀和が作曲した「prism spiral」について田中が手掛けた「Move on now!」同様に「キラキラとしたオシャレ・ハウス」と言及し、シンセサイザー・ストリングスの音色がクールに乗せられているとした。なお音楽雑誌『CDJournal』のレビュアー・今井純平は「prism spiral」がテクノポップに近いと位置づけている。最終曲の「Trap of Love」は、澄川によるとブラック・コンテンポラリーライクでかつダンサブルな一面も併せ持った1曲であり、雑誌『アニメディア』2014年5月号に掲載されたレビュー文によれば、恋の駆け引きに出る大人びた女の子の様子が表現されている。また、同誌はシングル全体を通しても『アイカツ！』の中の大人びた部分が表現された一枚になっているとも述べている。

## アートワーク
アートワークのイラストには『アイカツ！』に登場する星宮いちご・霧矢あおい・紫吹蘭の3名が描かれ、その周囲に果物やお菓子を配置させている。イラストを手掛けたやぐちひろこによれば、収録曲のポップな雰囲気に合わせて「甘くて可愛らしい感じのステージ」を意識して制作された。やぐちによれば、あおいと蘭が着ているドレスは「甘すぎず可愛らしい」イメージになるようグラフィックデザイナーの内古閑智之が手を加えたという。

## 批評とチャート成績
『リスアニ！』の澄川は『アイカツ！』ディスコグラフィのレビュー文の中で以下のようにコメントしている。「Growing for a dream」は、かっこいいAメロ・Bメロから続けて「爽快感溢れる」サビに繋ぐ展開を「疾走感満載」とした。次に「prism spiral」について、「メロディはとびきりキャッチー」・「オシャレだけどしっかり『アイカツ！』らしくポップ」と田中によるサウンドを称賛した。最後の「Trap of Love」ではメロディラインの切なさとサウンドの華やかさについて特筆した。また、本作は多様な音楽家が制作に携わっていることを踏まえて、「全体的にダンサブルな一枚」と表現した。『CDJournal』の今井はシングル収録曲の中から「prism spiral」を取り上げ、「ふうりソロが人気出そう」とコメントした。さらに同誌のガイドコメントでは収録曲について「ドキドキ感いっぱい」とし、STAR☆ANISによるヴォーカルが可愛らしいと評価している。また、平成の期間にリリースされたアニメソング作品が対象になった、2019年発表の平成アニソン大賞において「カレンダーガール」が2010年〜2019年代の特別賞にノミネートされたことを受け、ノミネート作品の選考に携わったDJ和は『アイカツ！』ディスコグラフィのうち「prism spiral」が個人的に最も推している楽曲であると自身のTwitterで述べている。
オリコンの調査によると、『Second Show!』は2013年1月30日にCDシングルとしてリリースされた後、オリコンシングルチャート2013年2月第2週付のチャートランキングで83位にランクインしたが、以降のチャートインは無い。初回および累積の推定売上枚数はともに約930枚となっている。Billboard JAPANのチャート・Top Singles Salesでは、2013年2月第2週付のチャートランキングで78位を獲得した。

## ライブ・パフォーマンス
『Second show!』に収録された楽曲は『アイカツ！』関連のイベント「アイカツ！スペシャルLIVE TOUR 2015 SHINING STAR*」、「アイカツ！ミュージックフェスタ in アイカツ武道館！」でライブ・パフォーマンスされている。特に後者では2日目の2018年2月28日に星宮いちごが主人公を務めたテレビアニメ1stシーズンから2ndシーズンで使用された楽曲の中から5曲のメドレーが披露され、その中に『Second show!』の3トラックが含まれていた。

## メディアでの使用
本シングル収録曲は『アイカツ！』の物語内で実施されるファッションショーオーディションの課題曲として用いられている。テレビアニメでは「Growing for a dream」は18・23・30話で、「prism spiral」は1stシーズンの5・7話、2ndシーズンの56・71話で、「Trap of Love」は1stシーズンの13・15話、2ndシーズンの57話でそれぞれ使用された。これらの楽曲はアーケードゲーム『アイカツ！』内でも「ファッションショーオーディション」のステージ楽曲として選択可能で、プレイ中はキャラクターが音楽に合わせて踊りながらランウェイを歩く映像が流れた。

## リミックス
2018年3月23日にバンダイの公式通販サイト・プレミアムバンダイもしくは新木場ageHaにて実施されたイベント「アイカツ！アニON ALL-MIX」において、『アイカツ！』ディスコグラフィのリミックスを収録したアルバム『AIKATSU! ANION “NOT ODAYAKA” Remix』が発売され、DJ WILDPARTYによる「prism spiral」とMONACAの石濱翔による「Trap of Love」のリミックス・トラックがリリースされている。

## シングル収録曲
| #         | タイトル                            | 作詞      | 作曲       | 編曲      | 時間  |
| --------- | ----------------------------------- | --------- | ---------- | --------- | ----- |
| 1.        | 「Growing for a dream」             | 小内喜文  | 今井ひろし | 小澤正澄  | 3:20  |
| 2.        | 「prism spiral」                    | uRy       | 田中秀和   | 田中秀和  | 4:05  |
| 3.        | 「Trap of Love」                    | 七菜      | 森健一     | 小澤正澄  | 3:51  |
| 4.        | 「Growing for a dream (OFF VOCAL)」 | 小内喜文  | 今井ひろし | 小澤正澄  | 3:20  |
| 5.        | 「prism spiral (OFF VOCAL)」        | uRy       | 田中秀和   | 田中秀和  | 4:05  |
| 6.        | 「Trap of Love (OFF VOCAL)」        | 七菜      | 森健一     | 小澤正澄  | 3:48  |
| 合計時間: | 合計時間:                           | 合計時間: | 合計時間:  | 合計時間: | 22:30 |